# وامل
وامل (به هلندی: Wamel) یک منطقهٔ مسکونی در هلند است که در وست ماس ان‌وال واقع شده‌است. وامل ۱٬۸۲۵ نفر جمعیت دارد.